# Zweeds Podiumkunstenmuseum
Het Zweeds Podiumkunstenmuseum (Zweeds: Scenkonstmuseet) is een museum in Stockholm dat zich richt op dans, muziek en theater. Het museum heropende in februari 2017; tot 2014 droeg het de naam Muziek- en Theatermuseum (Zweeds: Musik- och teatermuseet).

## Collectie en activiteiten
Het museum richt zich op dans, muziek en theater. Er is na de heropening in februari 2017 geen chronologische vertelling gekozen, maar een lijn langs verhalen, zoals uit de Zweedse podiumkunstgeschiedenis. Het museum heeft een verzameling van 60.000 objecten, inclusief bijvoorbeeld decorschetsen, handgeschreven songteksten en eerste premièrestukken. Er bevinden zich alleen al 6.000 muziekinstrumenten in de collectie en verder bijvoorbeeld nog poppen, marionetten, kostuums en andere voorwerpen. De oudste voorwerpen uit de collectie dateren uit de 16e eeuw.
Sinds de heropening in 2017 is het museum uitgebreid met interactieve toepassingen. Clara Åhlvik, museumcurator tijdens de heropening, wil met de nieuwe vormgeving bezoekers inspireren meer met zingen of theater te doen. In het museum staat bijvoorbeeld een zogenaamd gestrument, een samenvoeging van gebaar (geste) en instrument. Hiermee kan de bezoeker muziek voortbrengen door middel van lichaamsbewegingen. De bezoeker ziet zich daarbij als een avatar terug op het scherm. Åhlvik noemde hierover: "Op deze manier krijgen we mensen aan het dansen zonder dat ze erbij stilstaan dat ze dansen."
Verder heeft het museum nog een concertzaal met een podium, waar theater- en muziekvoorstellingen worden opgevoerd en colleges worden gegeven.

## Geschiedenis
Het museum is een samenvoeging van drie musea, waarvan de oprichting in het oudste geval, het Muziekhistorisch Museum, teruggaat naar 1899. Dit museum ontstond naar aanleiding van de theater- en muziekexpositie die een onderdeel vormde van de grote Kunst- en Industrietentoonstelling van Stockholm in 1897. Met behulp van giften en donaties werden toen tweehonderd muziekinstrumenten bij elkaar gebracht, waarmee het museum in 1901 kon worden geopend.
Na diverse naamsveranderingen werd in 2010 het Muziek- en Theatermuseum opgericht als samenvoeging van het Muziekmuseum, Theatermuseum en Marionettenmuseum. Het Muziek- en Theatermuseum werd op 30 maart 2014 gesloten en heropende op 11 februari 2017 als het Scenkonstmuseet. In het Engels voert het de naam: Swedish Museum of Performing Arts.
Voordat het museum in 2017 heropend kon worden, werd een verbouwing uitgevoerd naar een ervaringsmuseum. De renovatie bedroeg omgerekend vier miljoen euro. Het museum is nog steeds in de voormalige Bakkerij van de Kroon gevestigd, een pand waar een van de voorgangers zich in 1975 voor het eerst vestigde. Ernaast staat het Koninklijke Dramatheater.

### Fusies en naamswijzigingen
De fusies en naamswijzigingen van de museums verliepen als volgt:
| Musikhistoriska museet (1901–1981) Musikmuseet (1981–2010) | Musikhistoriska museet (1901–1981) Musikmuseet (1981–2010) | Musikhistoriska museet (1901–1981) Musikmuseet (1981–2010) | Musikhistoriska museet (1901–1981) Musikmuseet (1981–2010) | Musikhistoriska museet (1901–1981) Musikmuseet (1981–2010) | Musikhistoriska museet (1901–1981) Musikmuseet (1981–2010) |  |  | Drottningholms teatermuseum (1921–1998) Sveriges Teatermuseum (1998–2009) | Drottningholms teatermuseum (1921–1998) Sveriges Teatermuseum (1998–2009) | Drottningholms teatermuseum (1921–1998) Sveriges Teatermuseum (1998–2009) | Drottningholms teatermuseum (1921–1998) Sveriges Teatermuseum (1998–2009) | Drottningholms teatermuseum (1921–1998) Sveriges Teatermuseum (1998–2009) | Drottningholms teatermuseum (1921–1998) Sveriges Teatermuseum (1998–2009) |  |  | Marionettmuseet (1973–2009) | Marionettmuseet (1973–2009) | Marionettmuseet (1973–2009) | Marionettmuseet (1973–2009) | Marionettmuseet (1973–2009) | Marionettmuseet (1973–2009) |  |  |  |  |  |  |  |  |  |  |  |  |  |  |  |  |  |  |  |  |  |  |
| Musikhistoriska museet (1901–1981) Musikmuseet (1981–2010) | Musikhistoriska museet (1901–1981) Musikmuseet (1981–2010) | Musikhistoriska museet (1901–1981) Musikmuseet (1981–2010) | Musikhistoriska museet (1901–1981) Musikmuseet (1981–2010) | Musikhistoriska museet (1901–1981) Musikmuseet (1981–2010) | Musikhistoriska museet (1901–1981) Musikmuseet (1981–2010) |  |  | Drottningholms teatermuseum (1921–1998) Sveriges Teatermuseum (1998–2009) | Drottningholms teatermuseum (1921–1998) Sveriges Teatermuseum (1998–2009) | Drottningholms teatermuseum (1921–1998) Sveriges Teatermuseum (1998–2009) | Drottningholms teatermuseum (1921–1998) Sveriges Teatermuseum (1998–2009) | Drottningholms teatermuseum (1921–1998) Sveriges Teatermuseum (1998–2009) | Drottningholms teatermuseum (1921–1998) Sveriges Teatermuseum (1998–2009) |  |  | Marionettmuseet (1973–2009) | Marionettmuseet (1973–2009) | Marionettmuseet (1973–2009) | Marionettmuseet (1973–2009) | Marionettmuseet (1973–2009) | Marionettmuseet (1973–2009) |  |  |  |  |  |  |  |  |  |  |  |  |  |  |  |  |  |  |  |  |  |  |
|                                                            |                                                            |                                                            |                                                            |                                                            |                                                            |  |  |                                                                           |                                                                           |                                                                           |                                                                           |                                                                           |                                                                           |  |  |                             |                             |                             |                             |                             |                             |  |  |  |  |  |  |  |  |  |  |  |  |  |  |  |  |  |  |  |  |  |  |
|                                                            |                                                            |                                                            |                                                            |                                                            |                                                            |  |  | Musik- och teatermuseet (2010–2014) Scenkonstmuseet (2017-heden)          |                                                                           |                                                                           |                                                                           |                                                                           |                                                                           |  |  |                             |                             |                             |                             |                             |                             |  |  |  |  |  |  |  |  |  |  |  |  |  |  |  |  |  |  |  |  |  |  |